# Сломкув (Лодзинське воєводство)
Сломкув (пол. Słomków) — село в Польщі, у гміні Макув Скерневицького повіту Лодзинського воєводства.
Населення — 642 особи (2011).

## Демографія
Демографічна структура станом на 31 березня 2011 року:
|          | Загалом | Допрацездатний вік | Працездатний вік | Постпрацездатний вік |
| -------- | ------- | ------------------ | ---------------- | -------------------- |
| Чоловіки | 315     | 66                 | 211              | 38                   |
| Жінки    | 327     | 74                 | 181              | 72                   |
| Разом    | 642     | 140                | 392              | 110                  |